# Coronafest
En coronafest (coronaparty, coronavirusfest, COVID-fest eller lock-down-fest) kan være en sammenkomst under coronaviruspandemien med det formål at blive inficeret af virussen SARS-CoV-2 der kan udvikle sygdommen COVID-19. Fænomenet er blandt andet set i Storbritannien
Sådanne sammenkomster er udtrykkelig nævnt og forbudt i de hollandske sikkerhedsbestemmelser mod spredning af coronaviruspandemien.
Der kan også afholdes 'coronafester' der blot skal være afstressende − 'a lighthearted way [...] to lighten the tension surrounding the coronavirus crisis'. For eksempel som temafest '... complete with face masks, “Quarantini” cocktails, Corona beers and the board game Pandemic'.

## Eksempler
Mindst én deltager i et sådant selskab i Kentucky i USA blev testet positiv for virussen. Sådanne sammenkomster med coronavirus som tema er også blevet fordømt andre steder i USA.
Den 15. marts 2020 rapporterede den belgiske avis Het Laatste Nieuws om en sådan fest aftenen før antiinfektionsforanstaltningerne i landet skulle træde i kraft. Et antal coronafester blev organiseret helt op til det tidpunkt hvor de skulle træde i kraft.
Den 19. marts 2020 meddelte det tyske politi, at de havde grebet ind og stoppet en række coronafester i den tyske delstat Baden-Württemberg. Deltagernes alder var fra 15 år til midten af tyverne. Politiet opfordrede forældrene til at skride ind over for deres børn.
I Staßfurt i Sachsen-Anhalt afbrød politiet en coronafest den 20. marts 2020 med unge fra 14 til 20 år, der sang "Corona, Corona".
Politiet noterede de unges identitet og gav dem derefter vejledning.
Den østrigske medievirksomhed Österreichischer Rundfunk (ORF) rapporterede om fire mænd, der havde afholdt et sådant selskab den 21. marts 2020 i et klubhus i Heiligenkreuz am Waasen ca. 20 km syd for Graz. En af dem viste sig at være medlem af det lokale parlamentet i Steiermark, Gerhard Hirschmann fra Frihedspartiet i Østrig (FPÖ). Hans eget og andre politiske partier tog afstand fra denne opførsel, hvorefter han fratrådte sit politiske embede.
Den tyske avis Frankfurter Allgemeine Zeitung kommenterede, at der findes grupper i befolkningen der ikke har til hensigt at aflyse deres fest på trods af risikoen for infektion − eller netop fordi de ser en mulighed eller fordel ved blive smittet. Opfattelsen er at ved at blive smittet og derefter være syg i nogen tid, kan de vende tilbage til en normal tilværelse, immun over for fremtidig infektion. Ved private coronafester er det netop målet: 'Feste til lægen kommer'.